# Pałówko
Pałówko (wymowaⓘ niem. Neu Paalow) – wieś ulicówka w Polsce położona w województwie zachodniopomorskim, w powiecie sławieńskim, w gminie Postomino. Znajduje się tu również placówka Ochotniczej Straży Pożarnej Miejscowość położona jest średnio na wysokości 50 m n.p.m. na wysoczyźnie morenowej płaskiej. Najwyższe wzniesienie to 53,5 m n.p.m.
W latach 1954–1957 wieś był siedzibą gromady Pałówko, po jej zniesieniu w gromadzie Wrześnica. W latach 1975–1998 miejscowość administracyjnie należała do województwa słupskiego.

## Historia

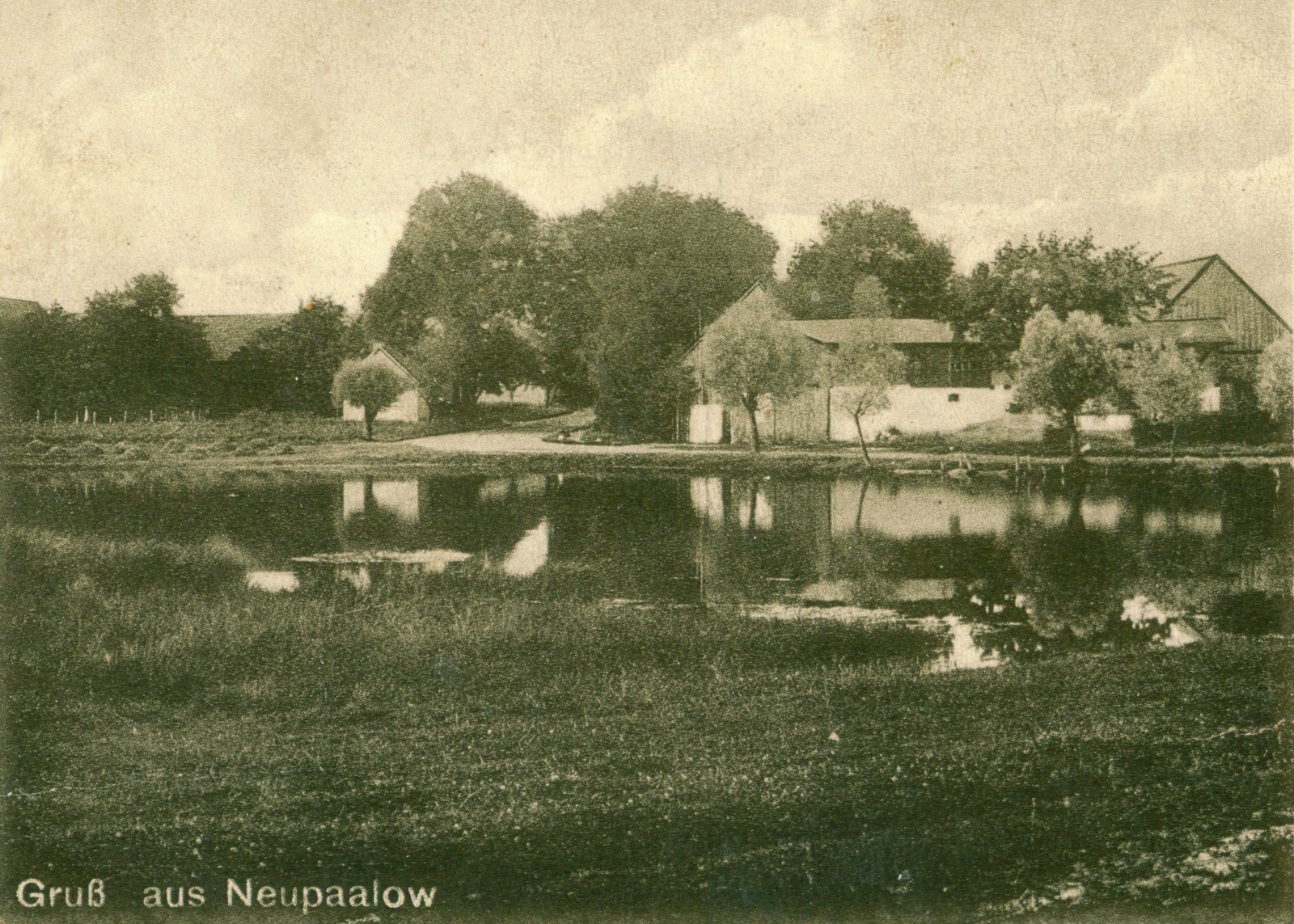
Stawek przeciwpożarowy. W tle budynki, które stoją do dziś. (Zdjęcie sprzed 1945 r.)

Wieś jest osadą, która około 1830 roku powstała zgodnie z planem we wschodniej części obszaru dóbr należących do Pałowa, dlatego nazwa Nowe Pałowo (Neu Paalow). Pani von Below sprzedała całe Pałowo państwu pruskiemu. W pierwszych dniach marca 1945 roku (08.03.1945rok) wojska radzieckie zajęły wieś.
W 1908 roku powstała we wsi jednoklasowa szkoła. Znajduje się ona w centrum wsi, koło sadzawki. Ostatnim niemieckim nauczycielem był Karl Topper (uczył od 1932 roku)
Oprócz gospodarzy, we wsi był młynarz, karczmarz, dwóch stolarzy, kowal, krawiec, dekarz, szewc, stelmach, zakład, naprawy rowerów i cieśla.
Mieszkańcy byli wyznania ewangelickiego, chodzili do kościoła w Pałowie. Pieszcz, rodowa siedziba von Belowów, był parafią z kościołem filialnym w Pałowie, obejmującym miejscowości Pieszcz, Tyń, Pałowo, Pałówko oraz osady Ilnica. Parafia należała do synodu w Sławnie.
Po wojnie również znajdowała się tu szkoła podstawowa. Działalność zakończyła jednak pod koniec lat 80. XX wieku. Dziś budynek zamieszkują nauczyciele.
W latach powojennych była to wieś pegeerowska. Podstawą gospodarki było mleczarstwo i tuczenie świń. Mleko odprowadzane było do mleczarni w Sycewicach.

## Warunki naturalne

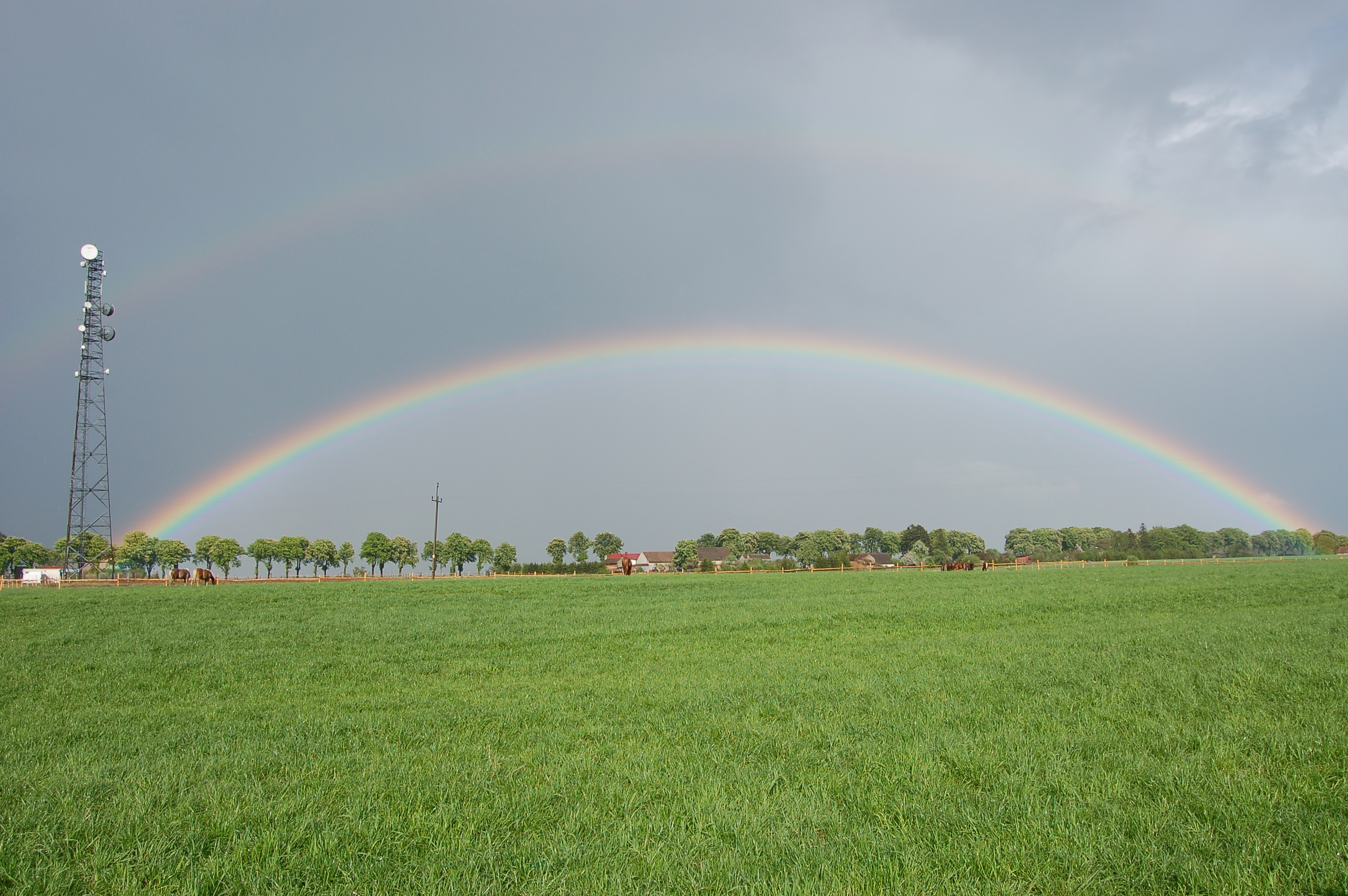
Tęcza nad Pałówkiem

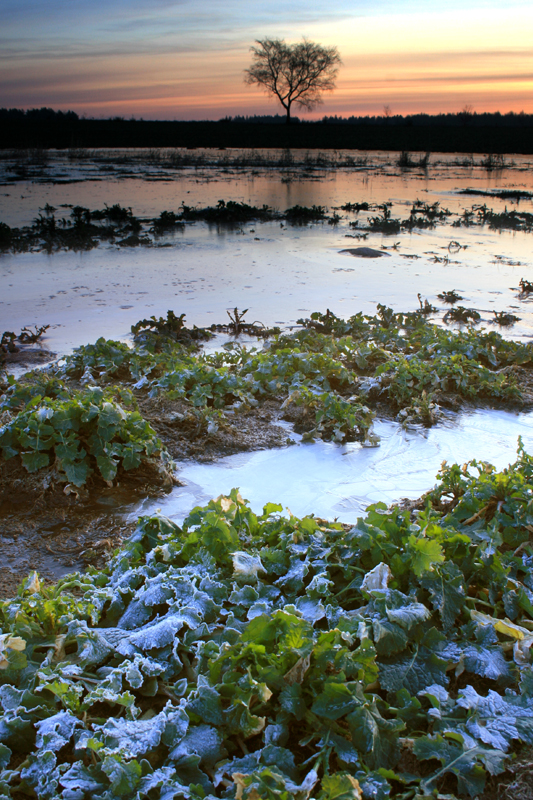
Okolice wsi

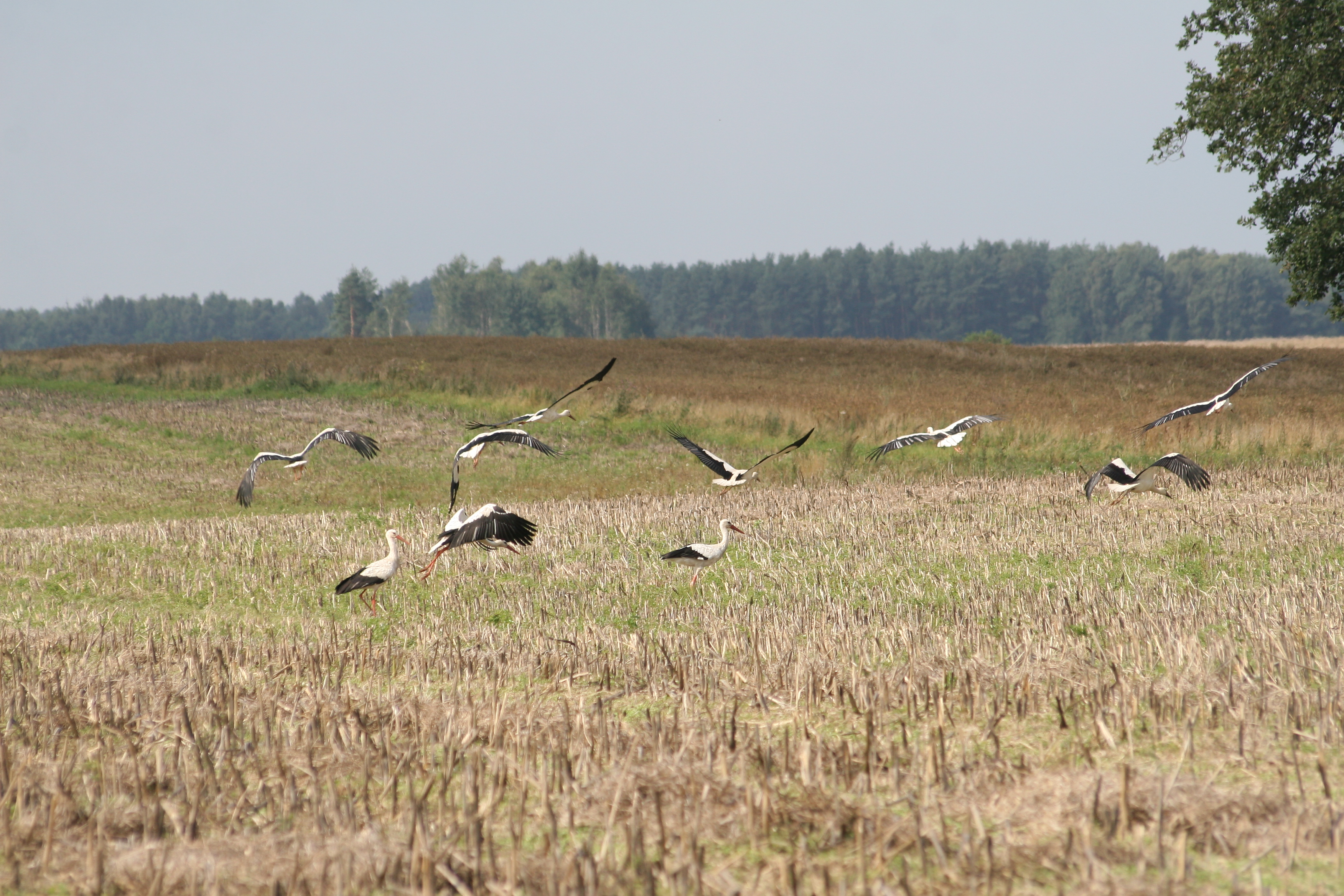
Sejmik bociani w Pałówku

### Klimat
Charakterystyczną cechą klimatu gminy jest duża wilgotność.
Średnie temperatury powietrza w okresie kwiecień – październik + 13,0 °C, średnia temperatura roczna: 7,5 °C.

### Stosunki wodne
Wody powierzchniowe południowej części gminy, a więc i Pałówka odprowadzane są w kierunku zachodnim poprzez Wieprzę i jej dopływy Moszczenicę, Pijawicę i Stobnicę.
Na terenie gminy znajduje się wiele niewielkich, okrągłych, bądź owalnych jeziorek zajmujących dna niewielkich zagłębień bezodpływowych, a także zbiorniki częściowo przekształcone antropogenicznie, jak jeziora – stawy w zagłębieniach po eksploatacji kruszywa, iłów zastoiskowych lub torfu. W okolicy Pałówka znajdują się aż 4 takie skupiska zbiorników wodnych.

### Przyroda
Okolice Pałówka to miejsce bytowania i przelotu wielu ptaków wędrownych. W okolicy wsi żyją bociany, żurawie i kormorany. Na terenie samej wsi znajduje się jedno bocianie gniazdo (2009)

## Atrakcje turystyczne

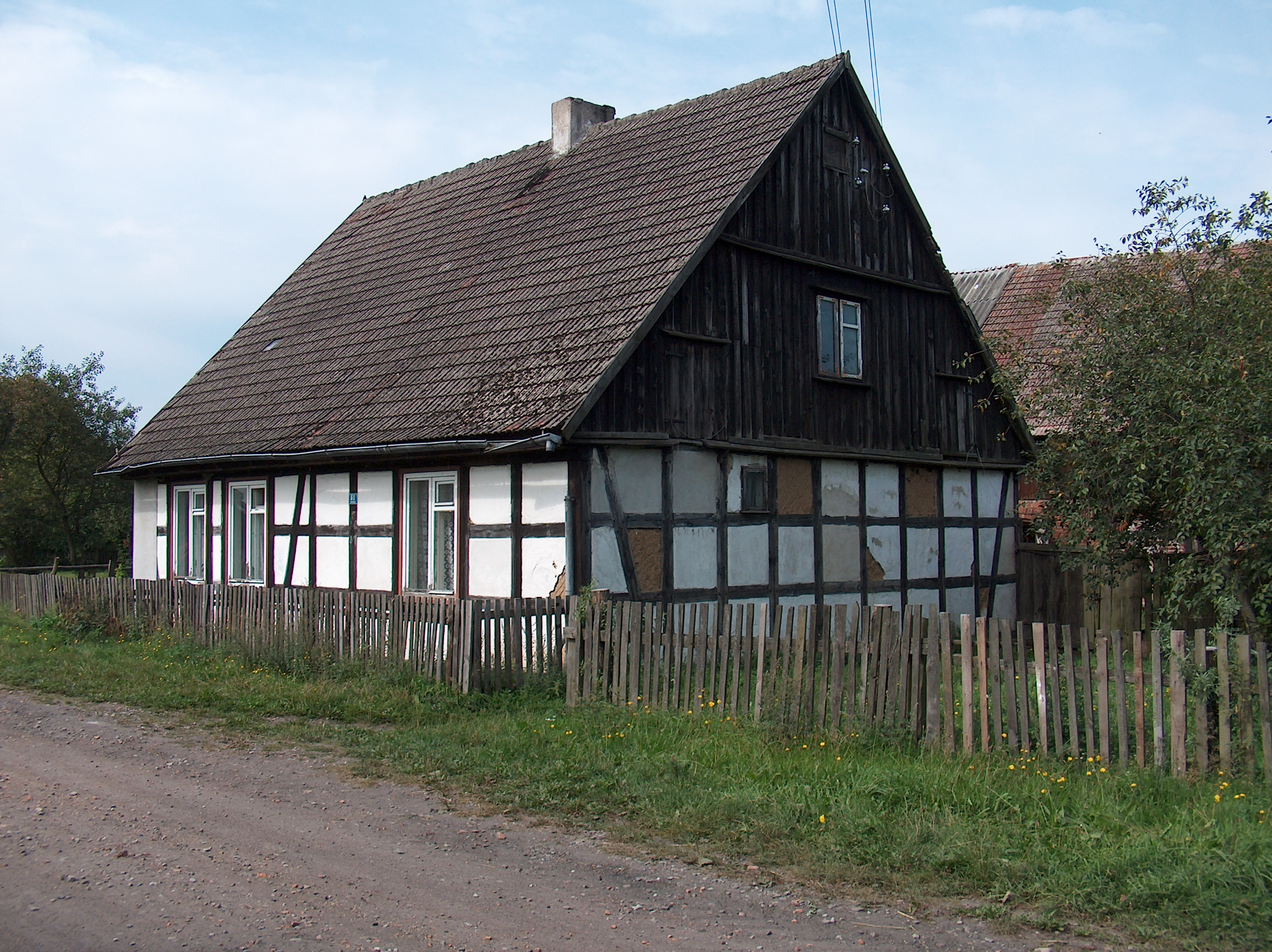
Dom szachulcowy w Pałówku nr 51

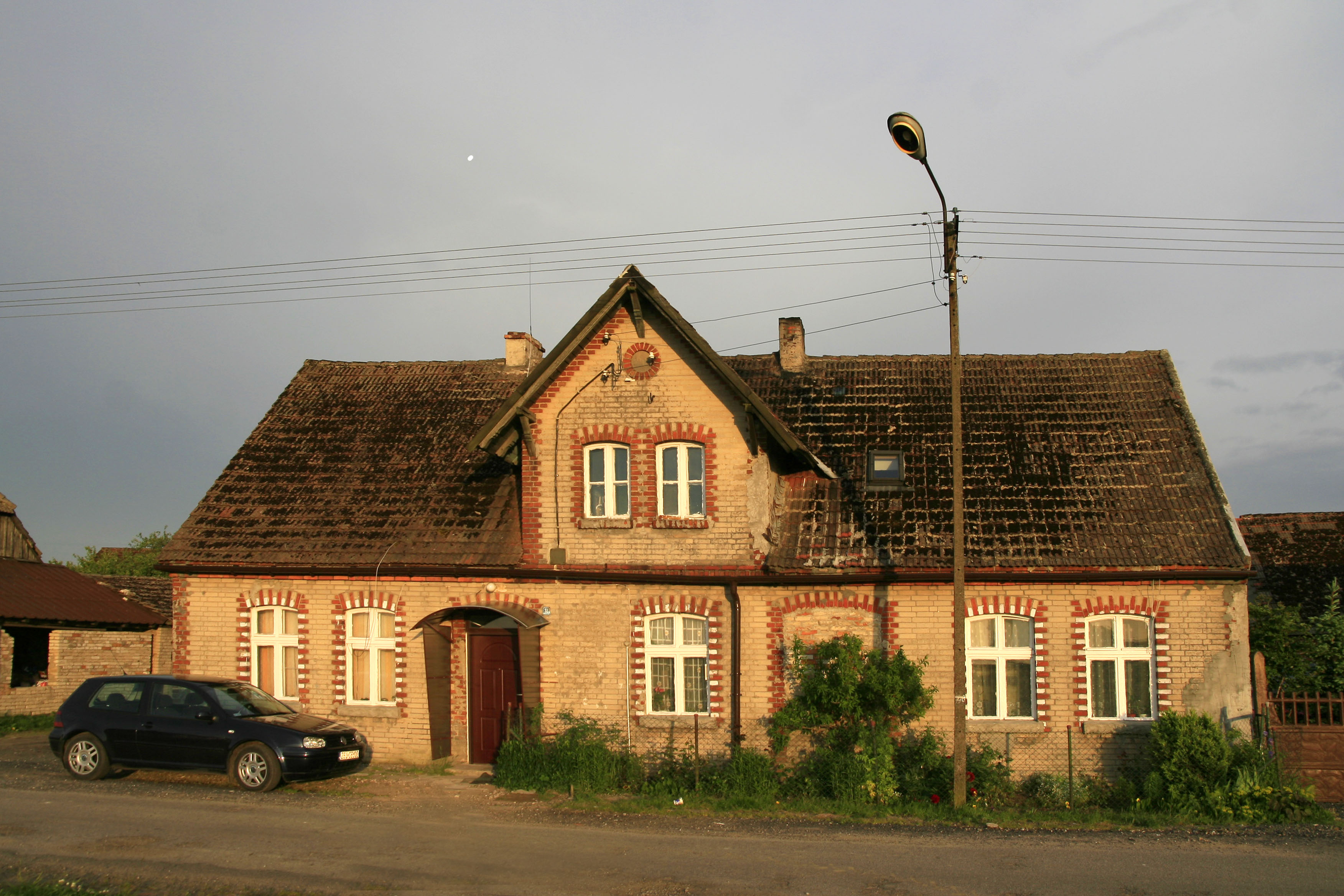
Dawny zajazd Wilhelma Sperra, nr 32, obecnie dom mieszkalny

- Zajazd Wilhelma Sperra przerobiony z domu dwurodzinnego. Później szkoła podstawowa. Od lat 80. XX wieku dom mieszkalny. Budynek zbudowany 1909 roku, murowany, cegła jasna licowa ozdobne opaski okienne z ciemnej cegły. Nakryty jest dachem siodłowym. Dachówka wyprodukowana w Słupsku. Napis na dachówce od wewnątrz – „Stolp”[4]

- Domy szachulcowe. Dawniej we wsi znajdowało się wiele domów wybudowanych w stylu szachulcowym. Obecnie zachowało w dobrym stanie tylko kilka. Są to nr 52,